# Уайден, Рон
Рональд Ли «Рон» Уайден (англ. Ronald Lee "Ron" Wyden; род. 3 мая 1949, Уичито, Канзас) — американский политик, сенатор США от штата Орегон, член Демократической партии.

## Биография
Его отцом был писатель Питер Уайден, урождённый Петер Вайденрайх, еврей, бежавший из нацистской Германии.
Окончил Стэнфордский университет и юридический факультет Орегонского университета.
В 1981—1996 годах — член Палаты представителей США.
В январе 1996 года, после отставки сенатора Роберта Паквуда, он баллотировался на место сенатора и победил. В 2014—2015 и с февраля 2021 председатель сенатского комитета по финансам.

## Сенат США

### Выборы
В январе 1996 года на внеочередных выборах на место в Сенате, освобожденное Бобом Паквудом, Уайден победил президента Сената штата Орегон Гордона Смита, набрав чуть более 18 000 голосов, в основном из-за того, что Смит набрал более 89 000 голосов в округе Малтнома. Смит выиграл выборы в Сенат в ноябре 1996 года, сменив уходящего в отставку Марка Хэтфилда, и Смит и Уайден служили вместе до поражения Смита в 2008 году от демократа Джеффа Меркли.
Уайден занимает место в Сенате, которое когда-то занимал Уэйн Морс, человек, на которого Уайден работал водителем Морса летом 1968 года и которого Уайден называет своим наставником.
Уайден был избран на полный срок в 1998 году с 61% голосов и переизбран в 2004 году с 64% голосов против 31% кандидата от республиканцев Эла Кинга. В 2010 году он был переизбран с 57% голосов против 39% голосов Джима Хаффмана. В 2016 году он был переизбран с 57% голосов против 33% кандидата от республиканцев Марка Каллахана.

### Срок пребывания в должности
В июне 1996 года Уайден предложил поправку к миссии Федерального авиационного управления, которую одобрил министр транспорта Федерико Ф. Пенья. В сентябре Уайден присоединился к Уэнделлу Х. Форду в просьбе к FAA обнародовать информацию о причине, по которой федеральное правительство не делает данные о безопасности авиакомпаний более доступными для путешественников.
В конце 1999 года Уайден пригрозил флибустьером на фоне дебатов в Сенате по поводу запрета самоубийства с помощью врача.
В мае 2000 года Уайден и представитель республиканцев Билл Томас объявили, что они будут сотрудничать в попытке добавить льготы на лекарства, отпускаемые по рецепту, в Medicare в том же году.
В январе 2001 года Уайден и Чак Шумер были единственными двумя сенаторами в сенатском комитете по энергетике и природным ресурсам, которые проголосовали против утверждения Гейла Нортона министром внутренних дел США. Виден признал нежелание возражать и сказал, что надеется, что Нортон изменит свое мнение о ней.
В феврале 2001 года, после того как Управление генерального инспектора Министерства транспорта США опубликовало отчет о авиалайнерах, предоставляющих «несвоевременные, неполные или недостоверные отчеты» о задержках и отменах рейсов, Уайден заявил, что дело сводилось к «неспособности честно сообщить о задержках и отменах», а также отстранение пассажиров от рейсов и что Конгресс был способен принять меры, чтобы предоставить пассажирам «своевременную, точную информацию и разумное обслуживание». В марте Уайден заявил, что поддерживает отмену федерального правила, требующего, чтобы коммерческие пилоты прекращали летать после 60 лет.
В апреле 2001 года Уайден вместе с Гордоном Х. Смитом представил предложение об изменении резолюции по бюджету, заявив, что отсутствие ответа Конгресса во время увольнений было «не чем иным, как злоупотреблением служебным положением со стороны правительства». Изменение было принято без возражений.
В мае 2001 года Уайден опубликовал письмо генерального инспектора Кеннета М. Мида, в котором он заявил, что авиакомпании признались ему в том, что они намеренно задерживают некоторые вечерние рейсы, чтобы принять опоздавших пассажиров, которым в противном случае пришлось бы ждать до следующего утра без предупреждения. оповещение пассажиров об изменении расписания. Несколько дней спустя в обращении к Международному авиационному клубу Уайден предупредил, что авиакомпании, которые продолжают бороться с такими скромными шагами, как информирование общественности о постоянно опаздывающих рейсах, позже столкнутся с более обременительными требованиями.
В январе 2002 года Уайден обвинил Enron в использовании «различных юридических, нормативных и бухгалтерских искажений, чтобы держать инвесторов и общественность в неведении» и призвал Конгресс начать расследование по этому поводу. В феврале он сказал, что тысячи жителей Орегона пострадали от краха Enron, и призвал сенатский комитет по торговле продолжать расследование в отношении Enron до тех пор, пока не будут собраны все факты.
В марте 2002 года, когда Сенат не смог прийти к соглашению по закону, направленному на пересмотр американских избирательных процедур, Уайден заявил, что законопроект «не труп» и не должен нарушать системы голосования по почте в Орегоне и Вашингтоне.
В ноябре 2003 года Уайден объявил о своей поддержке законопроекта о программе Medicare, поддержанного администрацией Буша, который рекламировался как «самое большое расширение Medicare с момента ее создания в 1965 году».
В апреле 2004 года Уайден был среди группы сенаторов, которые вышли в сенат, чтобы поддержать постоянный запрет на налоги на доступ в Интернет. Уайден сказал, что эта тема «примерно так же интересна, как и длительная работа с корневыми каналами», но «было бы справедливо сказать, что решения, которые Сенат принимает по этому вопросу, многое скажут о будущем Интернета».
В июле 2009 года президент Барак Обама похвалил Уайдена как «настоящего идейного лидера» и союзника в реформе здравоохранения, но объявил, что не поддержит план Уайдена в области здравоохранения, потому что некоторые его части были слишком радикальными для Соединенных Штатов.
Уайден характеризует себя как «независимый голос жителей Орегона и нации» и подчеркивает свою позицию по реформе здравоохранения, национальной безопасности, защите прав потребителей и прозрачности правительства. On the Issues характеризует его как «убежденного либерала».
6 марта 2013 года Уайден перешел линию партии, чтобы присоединиться к сенатору-республиканцу Рэнду Полу, который был вовлечен в болтовню, чтобы заблокировать голосование по выдвижению Джона О. Бреннана на пост директора ЦРУ. Уайден поставил под сомнение использование дронов, заявив: «Все сводится к тому, что каждый американец имеет право знать, когда его правительство считает, что ему разрешено убивать их».
Politico сообщил, что восхождение Видена на пост председателя финансового комитета Сената сделает его одним из самых влиятельных членов палаты. Его хвалили за способность ослаблять межпартийную напряженность и поощрять двухпартийное сотрудничество.
В августе 2016 года, в ответ на отказ кандидата в президенты от республиканцев Дональда Трампа раскрыть свои налоговые декларации, Уайден и Крис Мерфи объявили, что они будут настаивать на рассмотрении законопроекта Уайдена, который, если он будет принят, потребует от кандидатов в президенты от основных партий раскрыть налоговые декларации как минимум за три года. декларации и тем самым уполномочить министерство финансов опубликовать отчеты Трампа вопреки возражениям Трампа. Уайден утверждал, что американцы ожидают, что кандидаты опубликуют свои налоговые декларации, а нарушение Трампом традиции было «исключительным моментом, когда был нарушен давний прецедент, и для общественности представляет огромную опасность сделать эту информацию конфиденциальной».
В мае 2017 года, после того как Трамп объявил об увольнении директора ФБР Джеймса Коми, Уайден повторил свою прошлую критику и сказал, что решение уволить его на фоне расследования возможных связей Трампа и его соратника с Россией было «возмутительным». Уайден выступал за то, чтобы Коми был вызван для дачи показаний на открытых слушаниях о расследовании в отношении России и сообщников Трампа в момент прекращения его полномочий.
В августе 2017 года Уайден был одним из четырех сенаторов, представивших Закон об улучшении кибербезопасности Интернета вещей от 2017 года, закон, призванный установить «тщательные, но гибкие правила закупок подключенных устройств федеральным правительством».
В декабре 2017 года Уайден призвал Трампа уйти в отставку из-за обвинений в сексуальных домогательствах и заявил, что Конгресс должен расследовать этот вопрос, если Трамп решит остаться на своем посту.
В мае 2018 года Уайден был одним из шести сенаторов-демократов, подписавших письмо с просьбой разрешить всем членам Сената прочитать отчет Министерства юстиции, обосновывающий решение не выдвигать обвинения в уничтожении ЦРУ видеокассет.
В июле 2018 года, после того как Трамп выдвинул кандидатуру Бретта Кавано в Верховный суд, Уайден заявил, что Трамп начал «форсированный марш назад к тем дням, когда правительство делало выбор в отношении здоровья женщин» и «прямую попытку отменить дело Роу против Уэйда».
1 августа 2018 года Уайден объявил о своем намерении официально приостановить выдвижение кандидатуры заместителя министра финансов Джастина Музинича после его утверждения Финансовым комитетом Сената. Он также подтвердил свою поддержку кандидата на должность главного юрисконсульта IRS Майкла Десмонда и раскритиковал рассмотрение Казначейством индексации налогов на прирост капитала с учетом инфляции, поскольку это способствует дополнительной экономии налогов для богатых, а также, возможно, является незаконным.
В августе 2018 года, после того как Белый дом запретил репортеру CNN Кейтлан Коллинз освещать открытое мероприятие для прессы после того, как она неоднократно спрашивала Трампа о его отношениях с его бывшим адвокатом Майклом Коэном, Уайден выступил соавтором резолюции, призывающей Трампа уважать прессу.